# IJsselplein (Montfoort)
IJsselplein is een plein in de Nederlandse plaats Montfoort. Het ligt net buiten de oude stadskern aan de overzijde van de Hollandse IJssel en is met de binnenstad verbonden middels een oude gietijzeren draaibrug. Het IJsselplein verbindt Onder de Boompjes met de Doeldijk.
Aan het plein staan enkele bouwwerken die door het Monumenten Inventarisatie Project zijn beoordeeld als van cultuurhistorisch belang. De Schutsluis Montfoortse Vaart naast het plein is een gemeentelijk monument.
Achterstraat ·
Blindeweg ·
Bovenkerkweg ·
De Plaats ·
Doeldijk ·
Havenstraat ·
Heeswijkerpoort ·
Heilig Levenstraat ·
Hofdijk ·
Hofstraat ·
Hoogstraat ·
Julianalaan ·
Keizerstraat ·
Lieve Vrouwegracht ·
Lindeboomsweg ·
Mannenhuisstraat ·
Mastwijkerdijk ·
Molenstraat ·
Om 't Hof · 
Om 't Wedde · 
Onder de Boompjes ·
Oude Boomgaard ·
Schoolstraat  ·
Slotlaan ·
Vrouwenhuisstraat ·
Waardsedijk ·
Waterpoort ·
Willeskopperpoort ·
IJsselplein ·
IJsselkade ·
IJsselveld